# Plagiochila perrottetiana
Plagiochila perrottetiana là một loài rêu trong họ Plagiochilaceae. Loài này được Mont. & Gottsche mô tả khoa học đầu tiên năm 1856.